# Joseph Pickford

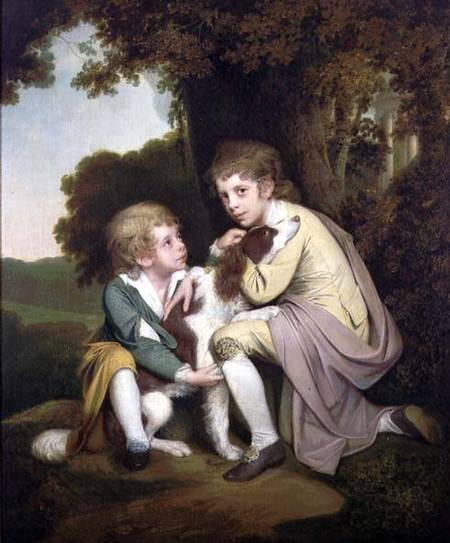
Pickfordovy děti na obrazu od Josepha Wrighta

Joseph Pickford (1736, Warwickshire, Spojené království - 1782) byl anglický architekt.

## Biografie
Narodil se roku 1736 v hrabství Warwickshire, ale už jako dítě se po otcově smrti přestěhoval do Londýna. Prvním od koho se dozvěděl něco o architektuře byl jeho strýc, který byl zednář a sochař. S ním pracoval asi deset let, nejdřív jako zednář a později jako architekt. Kolem roku 1760 se přestěhoval do Derby, kde byl zástupcem architekta Davida Hiorne of Warwick. Později se oženil s Mary, dcerou Thomase Wilkinse. Sám pro sebe navrhl dům číslo 41 Friar Gate, ze kterého je dnes Pickford's House Museum.
Jeho díla jsou dnes zejména ve střední Anglii, kde stavěl hlavně měšťanské a venkovské domy v benátském stylu. Mnozí z jeho přátel a klientů byly členy Měsíční společnosti, například malíř Joseph Wright of Derby nebo hrnčíř Josiah Wedgwood.

## Vybraná díla
- St Helen's House, Derby, Derbyshire
- Hams Hall, Coleshill, Warwickshire
- Etruria Hall, Stoke on Trent, Staffordshire
- St Mary's Church, Birmingham, West Midlands
- Pickford's House, Derby, Derbyshire

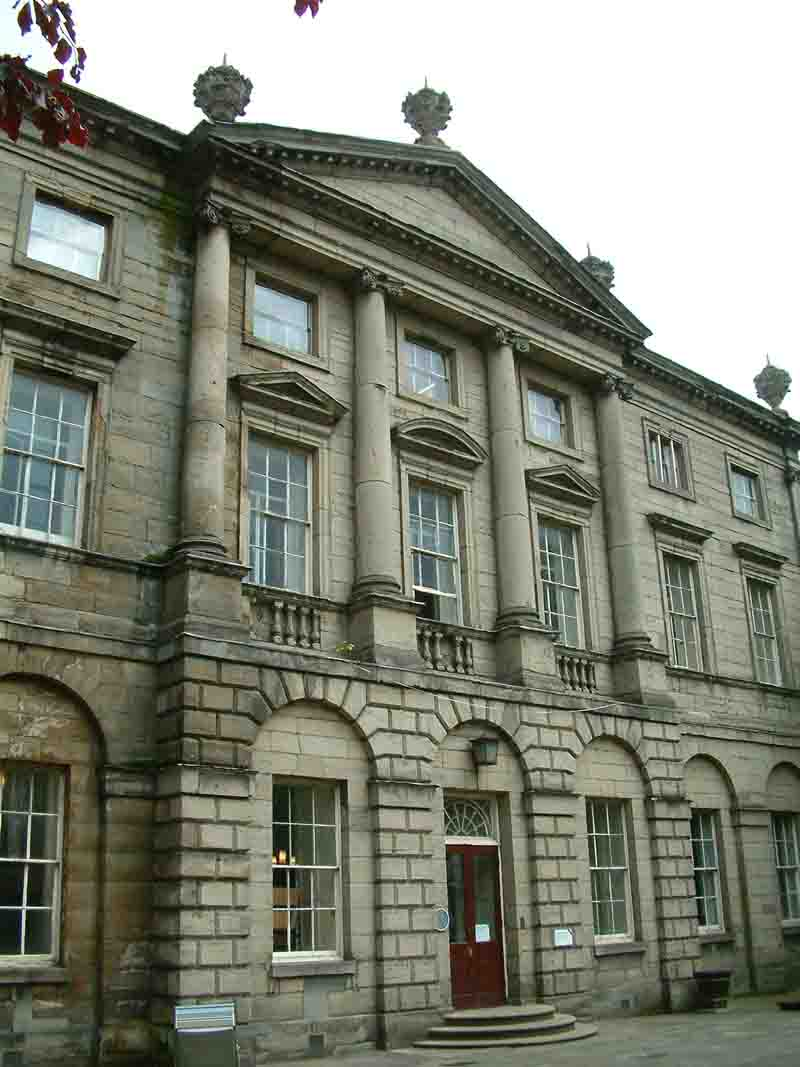
St Helen's House
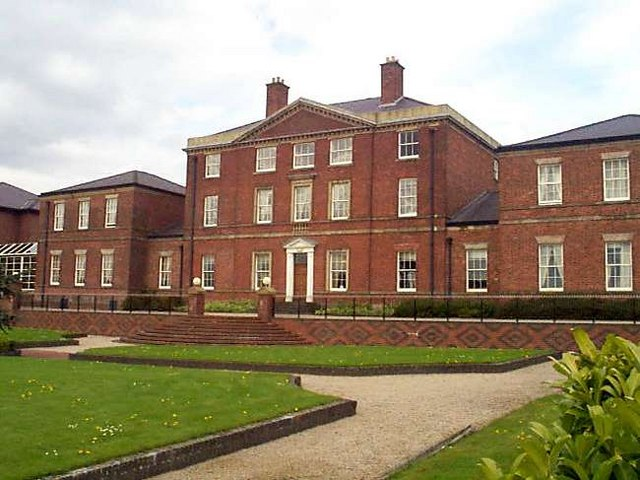
Etruria Hall
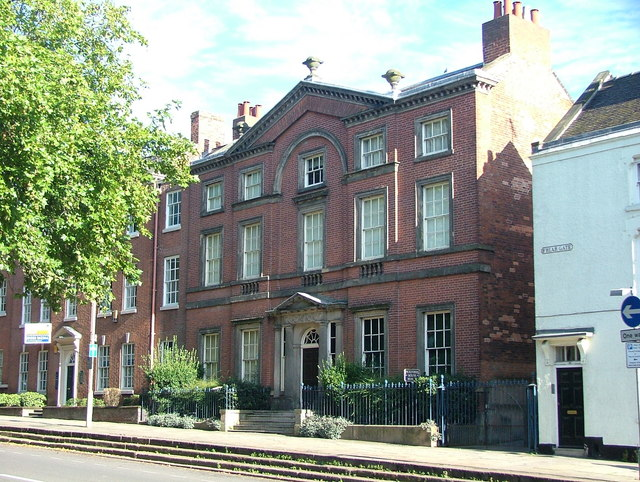
Pickford's House